# All Red
All Red è un singolo del rapper statunitense Playboi Carti, pubblicato il 13 settembre 2024.

## Descrizione
Primo singolo da solista dell'artista da @ Meh (2020), presenta delle sonorità simili allo stile di Future.

## Tracce
Testi e musiche di Jordan Carter, Mark Williams, Pierre Thevenot, Raul Cubina, Richard Ortiz e Stefan Cismigiu.
1. All Red – 2:28

## Formazione
- Playboi Carti – voce
- F1lthy – produzione
- Lucian – produzione
- Lukatrive – produzione
- Ojivolta – produzione
- Twisco – produzione
- Glenn Shick – mastering
- Marcus Fritz – missaggio, registrazione

## Classifiche
| Classifica (2024) | Posizione massima |
| ----------------- | ----------------- |
| Austria           | 13                |
| Canada            | 17                |
| Francia           | 156               |
| Germania          | 54                |
| Grecia            | 16                |
| Irlanda           | 43                |
| Islanda           | 6                 |
| Lettonia          | 2                 |
| Lituania          | 9                 |
| Nuova Zelanda     | 20                |
| Paesi Bassi       | 99                |
| Polonia           | 8                 |
| Portogallo        | 47                |
| Regno Unito       | 32                |
| Repubblica Ceca   | 19                |
| Slovacchia        | 4                 |
| Stati Uniti       | 15                |
| Svizzera          | 17                |
| Ungheria          | 33                |